# Tadeusz Bielicki
Tadeusz Bielicki (ur. 28 marca 1932 w Warszawie, zm. 20 czerwca 2022 tamże) – profesor antropologii, od 1998 roku członek rzeczywisty PAN, członek korespondent Polskiej Akademii Umiejętności, wieloletni dyrektor Zakładu Antropologii PAN we Wrocławiu, przewodniczący Wydziału II Nauk Biologicznych PAN, członek Prezydium PAN, twórca szkoły naukowej Analiz Czynnikowych Stratyfikacji Społecznej z pogranicza biologii człowieka i nauk społecznych, doktor honoris causa Akademii Wychowania Fizycznego Józefa Piłsudskiego w Warszawie.

## Życiorys
Jako stypendysta Fundacji Rockefellera pracował w latach 1959–1960 w Zakładzie Antropologii Uniwersytetu Kalifornijskiego w Los Angeles. W latach 1967–1968 pracował na stanowisku profesora na Wydziale Antropologii Waszyngtońskiego Uniwersytetu Stanowego. W latach 1971–2002 pracował na stanowisku dyrektora Zakładu Antropologii PAN. W latach 1999–2002 piastował stanowisko przewodniczącego Wydziału Nauk Biologicznych PAN. Był wiceprezydentem Europejskiej Unii Antropologów (1992–1996). W 2002 został uhonorowany tytułem doktora honoris causa Akademii Wychowania Fizycznego Józefa Piłsudskiego w Warszawie. 
Jego badania dotyczą antropologicznego rozwarstwienia społecznego ludności oraz międzypokoleniowej zmiany ostrości tego rozwarstwienia. Zajmował się także darwinowskimi i niedarwinowskimi rodzajami zachowań społecznych człowieka.
Kierował pracami badawczymi, finansowanymi z KBN:
- (1998–2000) Narastanie otyłości wśród ludności wielkomiejskiej: trendy międzypokoleniowe, zmiany z wiekiem, kontrasty społeczne.
- (2001–2004) Biologiczne skutki transformacji społeczno-gospodarczej w Polsce na podstawie badań poborowych.

## Publikacje
- Secular trends in stature in Poland: national and social-class specific (z A. Szklarską), „Annals of Human Biology”, No 3, 1993;
- The startifying force of family size, urbanization and parental education (z A. Szklarską), „Journal Biosocial Science”, No 31, 1999;
- Are social-class differeces in stature partly genetic? (z A. Szklarską), „American Journal of Human Biology”, 2000;
- Variation in the body mass index among Polish males (z A. Szklarską, Z. Welon), „International Journal of Obesity”, No. 24, 2000;
- Changing patterns of social variation in stature in Poland: effect of systemic transition (z A. Szklarską, S. Kozieł), „Journal Biosocial Science”, 2004.
- K. Fiałkowski, T. Bielicki, Homo przypadkiem sapiens, wyd. PWN, Warszawa 2008, 301 str., ISBN 978-83-01-15632-9

## Odznaczenia
- Krzyż Kawalerski Orderu Odrodzenia Polski.